# I-Feel-Like-I'm-Fixin'-to-Die Rag
I-Feel-Like-I'm-Fixin'-to-Die Rag est une chanson du groupe de rock psychédélique américain Country Joe and the Fish, écrite par Country Joe McDonald, et sortie pour la première fois comme première piste de l'extended play Rag Baby Talking Issue No. 1 en octobre 1965 puis dans l'album I Feel Like I'm Fixin' to Die.
Il s'agit de l'une des chansons de protestation contre la guerre du Vietnam les plus connues et d'un classique de la contre-culture des années 1960, notamment depuis son interprétation au festival de Woodstock.
La chanson est généralement précédée de « The Fish Cheer », un numéro de pom-pom girl épelant « FISH ». Lors de performances live, une variante connue sous le nom de The Fuck Cheer aboutit à une interdiction de télévision pour vulgarité et à un grand succès commercial pour le groupe.
The Fish Cheer / I-Feel-Like-I'm-Fixin'-to-Die Rag est sélectionnée par le Rock and Roll Hall of Fame, en 1995, comme l'une des « 500 chansons qui ont façonné le rock 'n' roll ».

## Historique

### Composition etRag Baby
La chanson est composée et distribuée deux ans avant son succès commercial dans l'album I Feel Like I'm Fixin' to Die. En 1965, Country Joe McDonald fonde un magazine de contre-culture locale à Berkeley, en Californie, qu'il appelle Rag Baby. McDonald publie quatre numéros du magazine et cherche à y incorporer des influences musicales de gauche. McDonald a l'idée de distribuer un « numéro parlant » du magazine, un extended play intitulé Rag Baby Talking Issue No. 1. Selon McDonald, la chanson est écrite en moins de 30 minutes pour protester contre guerre du Vietnam, pendant qu'il composait une autre chanson, "Who Am I", qui traite également du complexe militaro-industriel des États-Unis. Environ 100 exemplaires de l'EP sont vendus.
Les paroles de la chanson accusent implicitement les politiciens américains, les chefs d'état-major du pays et les entreprises industrielles d'être responsables du déclenchement de la guerre du Vietnam.

### Version album et "The Fuck Cheer"
Après un bref passage en duo à Berkeley, McDonald et Barry Melton recrutent plus de membres et signent finalement un contrat d'enregistrement avec Vanguard Records en décembre 1966.
Inspiré par les performances live de Bob Dylan et de Paul Butterfield, le groupe s'inspire du rock électronique et enregistre une nouvelle version de la chanson dans les laboratoires Sierra Sound, en février 1967,. Initialement, la chanson doit figurer sur le premier album de Country Joe and the Fish, Electric Music for the Mind and Body, mais le producteur de disques Sam Charters s'y oppose. Voyant que la controversée chanson Superbird n'a pas été interdite de diffusion, le groupe décide de placer I-Feel-Like-I'm-Fixin'-to-Die Rag en ouverture de leur deuxième album, I Feel Like I'm Fixin' to Die,.
La chanson est très populaire en concert. Elle commence par un "Fish Cheer", dans lequel le groupe épelle le mot "FISH" à la manière des pom-pom girls des matchs de football américain. À l'été 1968, la première occurrence de la version connue sous le nom de "The Fuck Cheer" est jouée à New York au Shaefer Summer Music Festival devant près de 10 000 personnes. Le batteur Gary "Chicken" Hirsh fait épeler FUCK au lieu de FISH, ce qui est accueilli positivement par les jeunes auditeurs et conduit à une soudaine notoriété de la version de l'album (Fish) sur les stations de radio alternatives et la radio AM. Les dirigeants du Ed Sullivan Show, présents au concert, annulent l'invitation prévue de Country Joe and the Fish et leur interdisent toute apparition future dans l'émission.

### Performances à Woodstock
Le 16 août 1969, deuxième jour du Festival de Woodstock, McDonald fait une performance solo inattendue de "The Fuck Cheer" à la fin de sa set list, après Quill. Le public apprécie le Fuck Cheer. La performance est revisitée dans le film Woodstock, qui comprend une version karaoké de « The Fuck Cheer ». Le groupe entier joue aussi le troisième jour du festival et conclut à nouveau le set avec les acclamations et Fixin'-to-Die Rag[réf. souhaitée].